# Раздольевский сельсовет (Башкортостан)
Раздольевский сельсовет — муниципальное образование в Краснокамском районе Башкортостана.
Административный центр — деревня Раздолье.

## История
Согласно Закону о границах, статусе и административных центрах муниципальных образований в Республике Башкортостан имеет статус сельского поселения.

## Население
| 2002  | 2009  | 2010  | 2012  | 2013  | 2014  | 2015  |
| ----- | ----- | ----- | ----- | ----- | ----- | ----- |
| 1047  | ↗1512 | ↘1371 | ↗1448 | ↗1490 | ↘1474 | ↗1483 |
| 2016  | 2017  | 2018  |       |       |       |       |
| ↗1492 | ↗1494 | ↘1491 |       |       |       |       |

## Состав сельского поселения
| № | Населённый пункт | Тип населённого пункта          | Население |
| - | ---------------- | ------------------------------- | --------- |
| 1 | Раздолье         | деревня, административный центр | ↘1084     |
| 2 | Большая Амзя     | деревня                         | ↘141      |
| 3 | Кадреково        | деревня                         | ↘100      |
| 4 | Мурзино          | деревня                         | ↘46       |

### Упраздненные населённые пункты
Караково — упразднённая в 2005 году деревня